# Дети Петра I

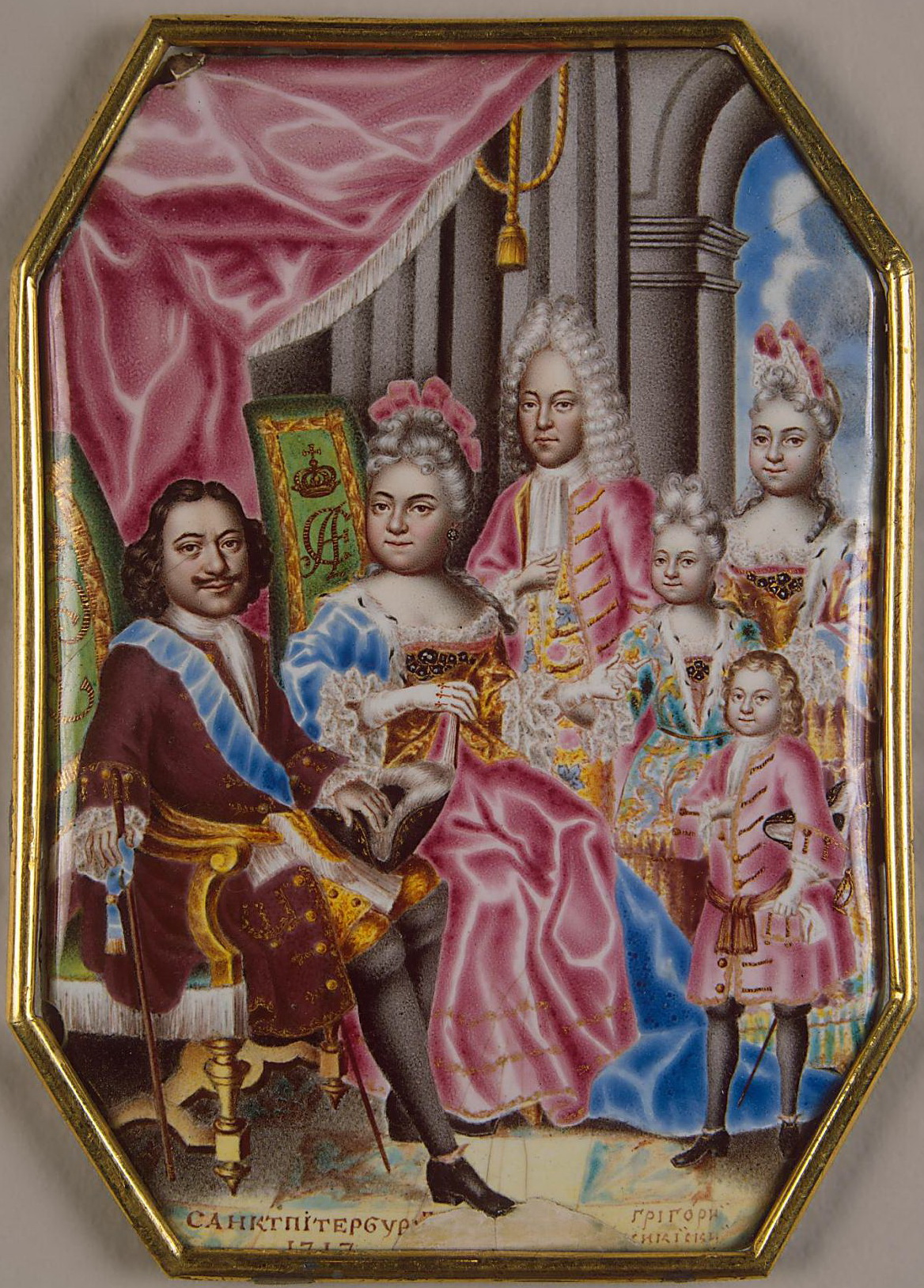
Семейный портрет Петра вместе с Екатериной, сыном царевичем Алексеем и детьми от второй жены

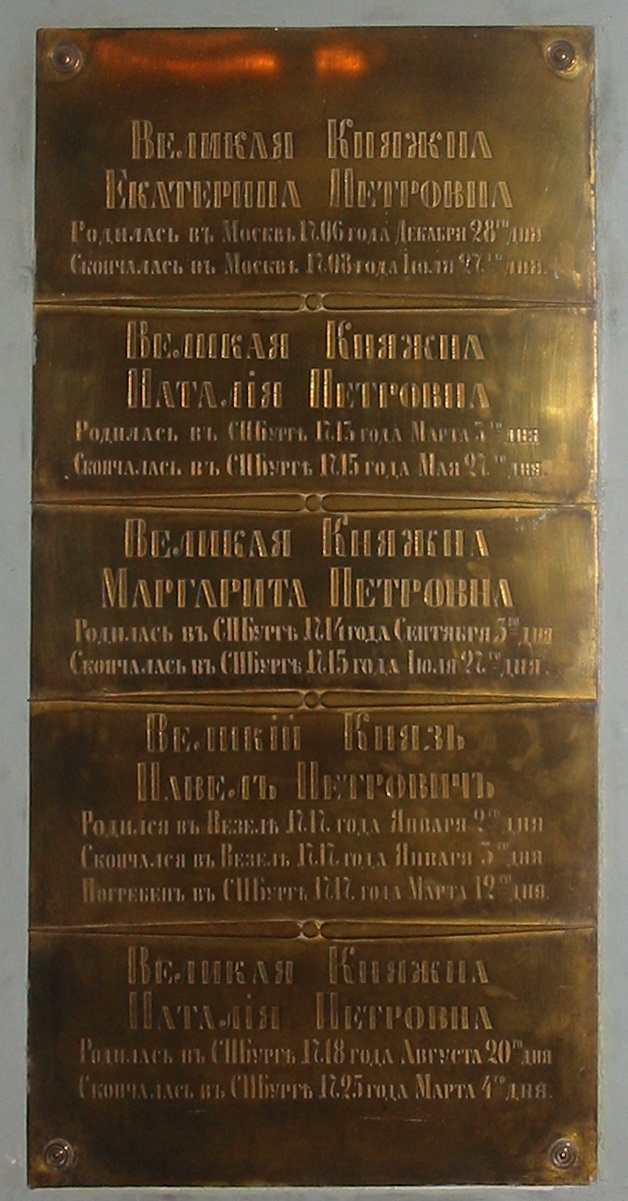
Надгробная доска детей Петра, умерших в младенчестве, в Петропавловском соборе

Дети Петра I — сыновья и дочери всероссийского императора Петра I от 1-го брака с царицей Евдокией Лопухиной и 2-го брака с Екатериной I Алексеевной (Мартой Скавронской). Большинство из них умерло в детстве.
Несколько детей Петра от Екатерины родились до их венчания в 1712 году и являются незаконнорождёнными «привенчанными». Три дочери Скавронской (Анна, Елизавета и Наталья-младшая), бывшие живыми во время провозглашения России империей в 1721 году, получили титул цесаревен.

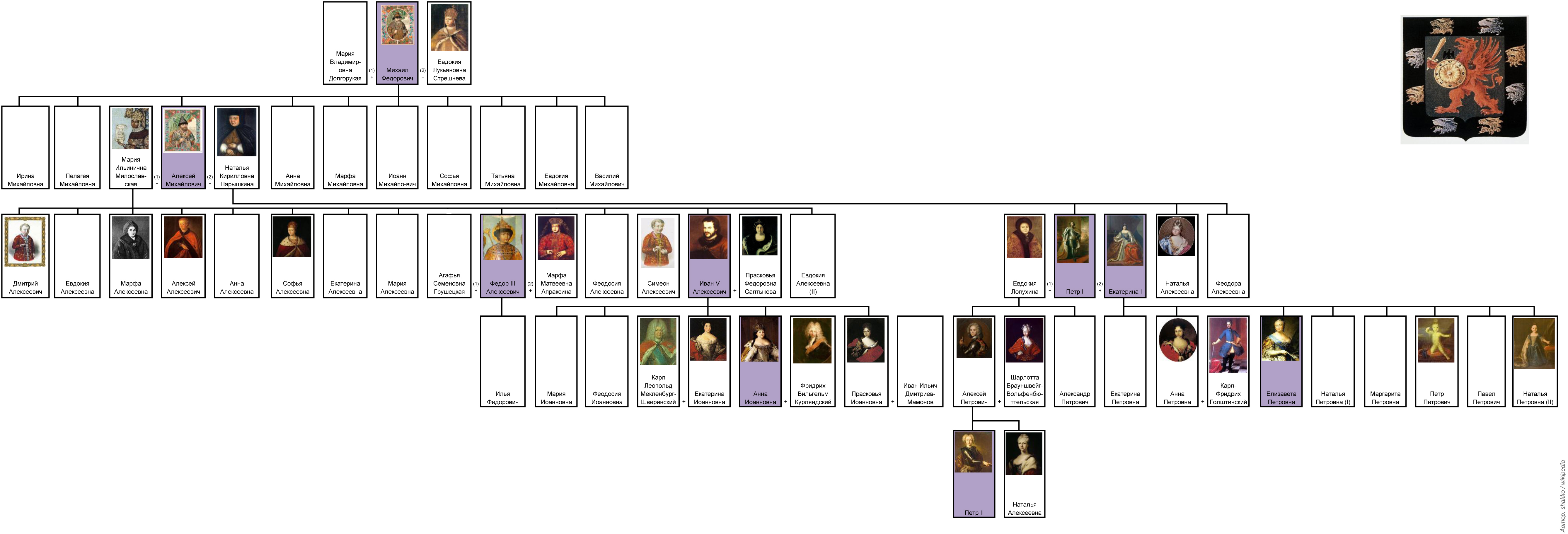
Царский дом Романовых до пресечения в мужском колене

## Дети Лопухиной

### Алексей

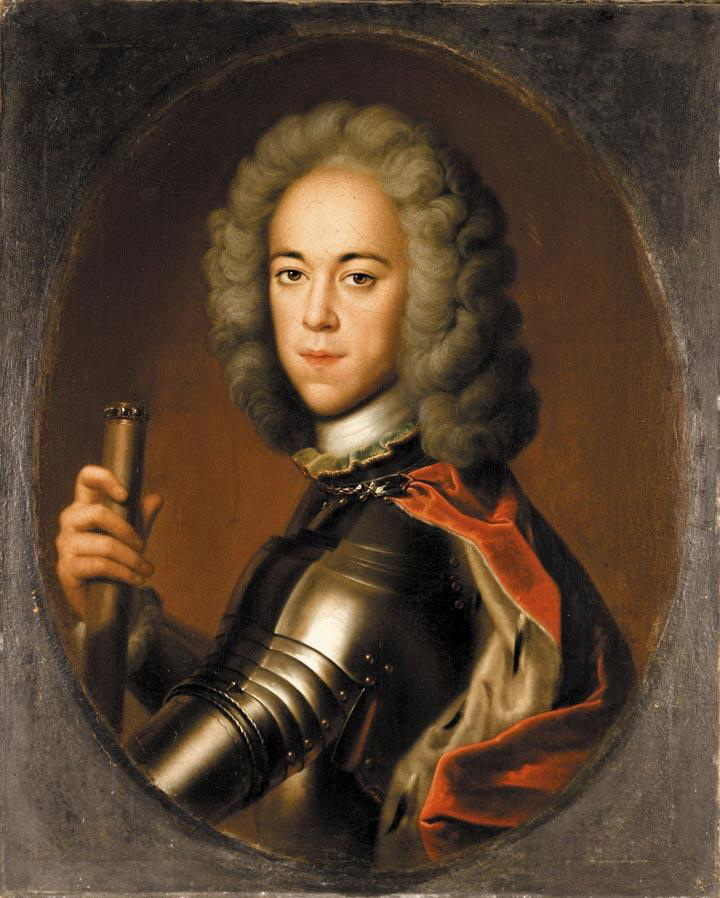
Алексей

Царевич Алексей Петрович (18 (28) февраля 1690, Москва — 26 июня (7 июля) 1718, Трубецкой бастион Петропавловской крепости в Санкт-Петербурге) — первенец Петра I. Был назван в честь деда, царя Алексея Михайловича.
Был женат с 1711 года на принцессе Софии-Шарлотте Брауншвейг-Вольфенбюттельской (сестре Елизаветы, супруги императора Карла VI). Дети — Наталья (1714—1728) и Пётр II (1715—1730), на смерти которого род Романовых по мужской линии пресёкся.
Был осуждён за заговор против отца и умер в тюрьме. Считался официальным наследником престола до своего ареста.
Был похоронен в Петропавловском соборе в Санкт-Петербурге 30 июня 1718 года.

### Александр
Александр Петрович (3 (13) октября 1691, село Преображенское под Москвой — 14 (25) мая 1692, Москва) — царевич, второй сын Петра I от Евдокии Лопухиной, умерший во младенчестве.
Родился в Преображенском, 3 октября 7200 (13 октября 1691) года:

«В нынешнем в 7200 году Октября в 3 день, за молитвы святых Отец Наших, Великаго Государя Царя и Великаго Князя Петра Алексеевича, всея Великия и Малыя и Белыя России Самодержца, Царица и Великая Княгиня Евдокия Феодоровна родила Нам сына, Благовернаго Царевича и Великаго Князя Александра Петровича, всея Великия и Малыя и Белыя России; а тезоименитство Его Ноября в 23 день».— Полное собрание законов, том III, стр.116 
Крещён 1 ноября 7200 (11 ноября 1691) года в Чудовом монастыре, восприемники — келарь Троице-Сергиева монастыря и тётка Царевна Наталья Алексеевна. Сохранилась мерная икона, написанная после его рождения.
Небесный покровитель — святой благоверный князь Александр Невский (в схиме Алексий). Имя царевича «Александр» было нетипичным для Романовых, видимо, было выбрано, чтобы подходить к имени старшего брата. «Самым любопытным фактом в истории романовского именослова можно считать имянаречение по созвучию имён (принцип „варьирования родового имени“ у Рюриковичей). (…) Скорее всего, выбор имени определялся фонетической и семантической близостью обоих имён — Алексей и Александр. Совпадают их первые части, и, соответственно, схоже значение (по-гречески „защитник“)».
Скончался в Москве 14 мая 7200 (24 мая 1692) года, не прожив и года:

«7200 года, Маия в 14 день, в утреню, после благовеста вскоре, преставись Благородный Царевич Александр Петрович».— Полное собрание законов, том III, стр.128 
Погребён в Архангельском Соборе Московского кремля 14 мая 7200 (24 мая 1692) года. Надпись на надгробии:

«Лета 7200 месяца маия с 13 дня в пятом часу нощи во второй четверти с пятка на субботу на память святаго мученика Исидора иже во острове Хиосе преставися раб Божий Благовернаго и Благочестиваго Великаго Государя Царя и Великаго Князя Петра Алексеевича, всея Великия и Малыя и Белыя Росии Самодержца, и Благоверныя и Благочестивыя Государыни Царицы и Великия Княгини Евдокии Феодоровны сын, Благоверный Государь Царевич и Великий Князь Александр Петрович, всея Великия и Малыя и Белыя Росии, и погребен на сем месте того ж месяца в 14 день».— Надпись на надгробии

## Дети Скавронской
| № п/п | Дети               | Дата рождения    | Дата смерти    | Примечание                                                                                             |
| ----- | ------------------ | ---------------- | -------------- | --- |
| 1     | Екатерина Петровна | 8 января 1707    | 8 августа 1708 | |
| 2     | Анна Петровна      | 7 февраля 1708   | 15 мая 1728    | В 1725 году вышла замуж за Карла-Фридриха; уехала в Киль, где родила Карла Петера Ульриха (Петра III). |
| 3     | Елизавета Петровна | 29 декабря 1709  | 5 января 1762  | Российская императрица с 1741 года.                                                                    |
| 4     | Наталия Петровна   | 14 марта 1713    | 7 июня 1715    | |
| 5     | Маргарита Петровна | 14 сентября 1714 | 7 августа 1715 | |
| 6     | Пётр Петрович      | 9 ноября 1715    | 6 мая 1719     | Считался официальным наследником короны с 1718 года до смерти.                                         |
| 7     | Павел Петрович     | 13 января 1717   | 14 января 1717 | |
| 8     | Наталия Петровна   | 31 августа 1718  | 15 марта 1725  | |

### Екатерина
Великая княжна Екатерина Петровна (28 декабря 1706 (8 января 1707), Москва — 27 июля (8 августа) 1708, там же) — первая дочь Петра I от Екатерины I, родилась вне брака.
Получила родовое романовское имя «Екатерина», в первую очередь, в честь своей матери, крестницы царевны Екатерины Алексеевны.
Скончалась в возрасте одного года и шести месяцев.
Погребена в Петропавловском соборе в Петербурге.

### Анна

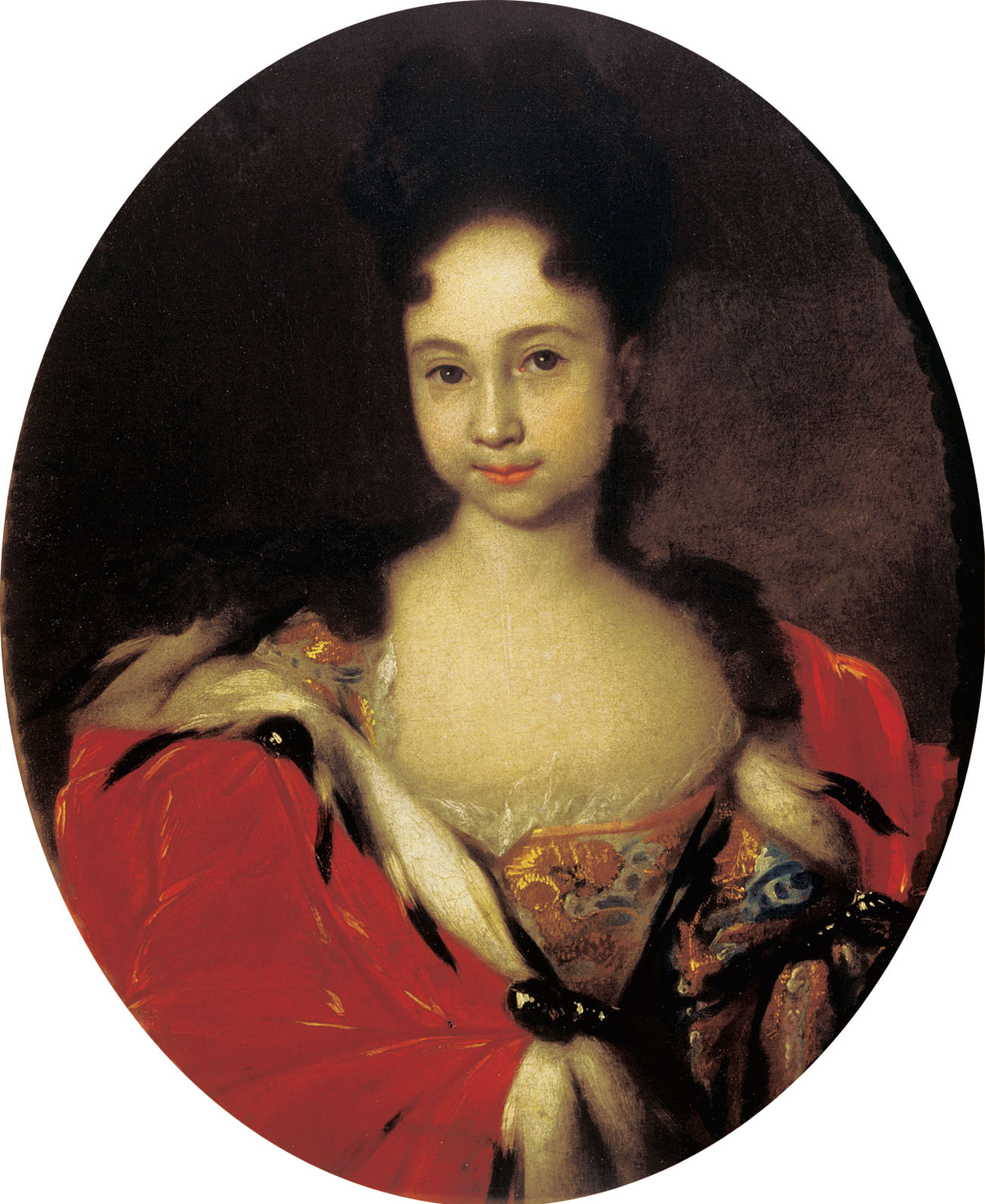
Анна

Царевна, затем цесаревна Анна Петровна (27 января (7 февраля) 1708, Москва — 4 (15) мая 1728, Киль) — второй ребёнок Петра и Екатерины, старшая из их выживших детей, родилась до брака.
Девочка получила то же самое родовое имя «Анна», как и её законная кузина, дочь Ивана V Анна Иоанновна.
Объявлена «царевной» 6 марта 1711 года и «цесаревной» 23 декабря 1721 года.
В 1725 году вышла замуж за герцога Карла-Фридриха Голштинского. Уехала в Киль, где родила сына Карла Петера Ульриха (впоследствии российского императора Петра III), продолжив династию Романовых по женской линии (Гольштейн-Готторп-Романовы).
Скончалась в возрасте 20 лет. Похоронена 12 ноября 1728 года в Петропавловском соборе в Санкт-Петербурге.

### Елизавета

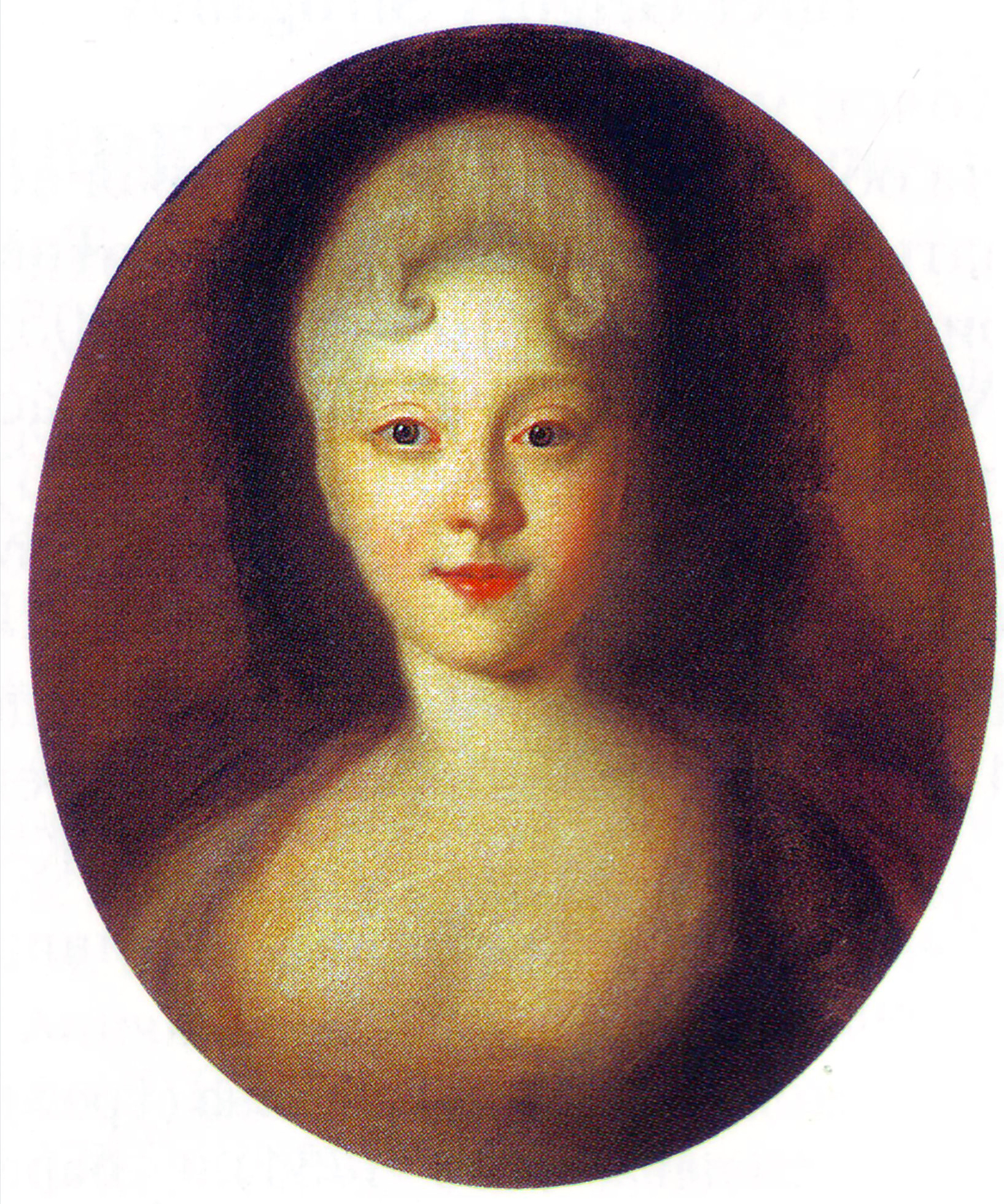
Елизавета

Царевна, цесаревна Елизавета Петровна (18 (29) декабря 1709, Москва — 25 декабря 1761 (5 января 1762), Санкт-Петербург), императрица всероссийская. Третий ребёнок Петра и Екатерины, второй из выживших. Родилась вне брака. Осталась незамужней.
Получила нетрадиционное для семьи имя «Елизавета» по неизвестной причине.
Объявлена «царевной» 6 марта 1711 года и «цесаревной» 23 декабря 1721 года.
Скончалась в возрасте 52 лет. Детей, по официальной версии, не оставила. Похоронена 3 февраля 1762 года в Петропавловском соборе в Санкт-Петербурге.

### Наталья (старшая)
Великая княжна Наталия Петровна (старшая) (3 (14) марта 1713, Петербург — 27 мая (7 июня) 1715, там же) — дочь Петра I от Екатерины Алексеевны, умершая во младенчестве. Первый законнорождённый ребёнок Екатерины — венчание Петра и Екатерины состоялось 19 февраля 1712 года.
Получила родовое имя «Наталья» в честь тётки Натальи и бабушки Натальи Кирилловны. Позже такое же имя получит её младшая сестра, см. ниже.
В Походном журнале за 1713 год она названа «Марьей Петровной». Крещена 29 марта.
Скончалась в Санкт-Петербурге в возрасте 2 лет и 2 месяцев.
Погребена в Петропавловском соборе у северной стены. Похороны состоялись ещё в недостроенном соборе, где её могила стала вторым захоронением в истории собора.

### Маргарита
Великая княжна Маргарита Петровна (3 (14) сентября 1714 — 27 июля (7 августа) 1715) — дочь Петра I от Екатерины Алексеевны, умершая во младенчестве.

Сентябрь… 8-го, Ея Величество родила въ полночь Царевну Маргаритъ— Походный журнал 1714 года.
Получила нетипичное для Романовых имя «Маргарита» (больше никогда не использовалось). Исследователь антропонимики Пчелов предполагает, что «возможно, по имени одной из дочерей пастора Глюка, в семье которого воспитывалась Екатерина I». Также это имя в иночестве носила сестра Петра Марфа Алексеевна.
Скончалась в Санкт-Петербурге, прожив 10 месяцев и 18 дней. Погребена в Петропавловском соборе.

### Пётр

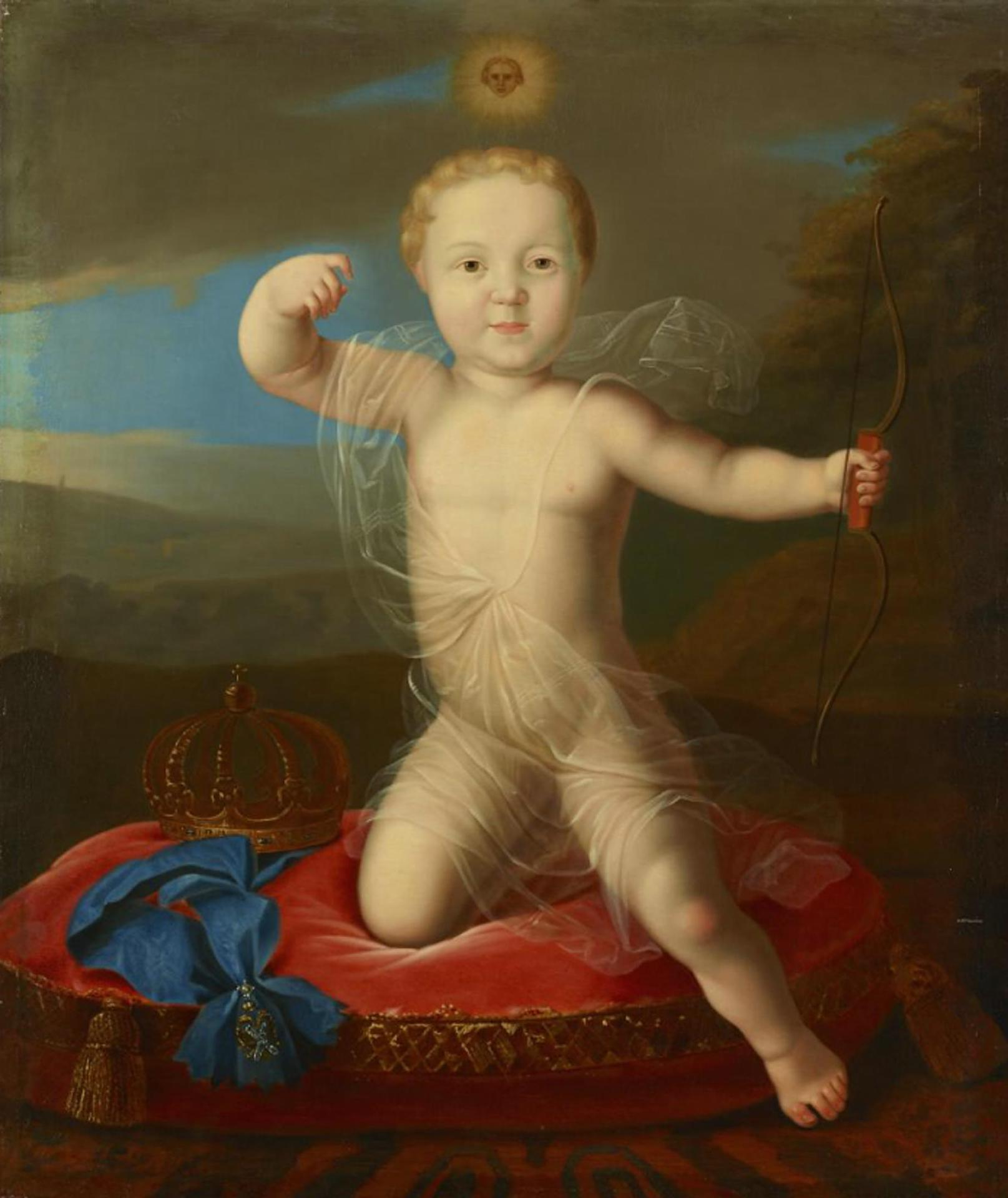
Пётр Петрович

Пётр Петрович (29 октября (9 ноября) 1715 — 25 апреля (6 мая) 1719) — первый сын Петра и Екатерины, считался официальным наследником престола с 1718 года (смерти Алексея Петровича) до своей кончины.
Был назван в честь отца. Прожил 3 года и 5 месяцев.
Первоначально 26 апреля (7 мая) 1719 года был погребён в церкви Воскресения Лазаря Александро-Невского монастыря. 24 октября (4 ноября) 1723 года перезахоронен в Благовещенской церкви того же монастыря.

### Павел
Великий князь Павел Петрович (2 (13) января 1717, Везель, Германия — 3 (14) января 1717, там же) — второй сын Петра I от Екатерины Алексеевны, умер во младенчестве.
Родился в Германии.
В это время Пётр I находился отдельно от жены, в Амстердаме, и узнав о рождении сына, написал князю Голицыну, что Екатерина родила солдатченка Павла.
Ребёнок получил нетрадиционное для Романовых имя «Павел», как семантически парное к имени его брата Петра.
Скончался на следующий день.
Погребён в Петропавловском соборе 12 (23) марта 1717 года. Первый мужской представитель Романовых, погребённый в соборе.

### Наталья (младшая)
Великая княжна цесаревна Наталья Петровна   (младшая) (20 (31) августа 1718 — 4 (15) марта 1725) — последний ребёнок Петра I и Екатерины Алексеевны, тёзка старшей сестры, умершей в двухлетнем возрасте (см. выше).
Родилась в Санкт-Петербурге во время мирных переговоров со Швецией (Аландский конгресс); Пётр в это время находился на учениях галерного флота, и, узнав о рождении дочери, устроил пир и отправил свой флот в Петербург.

«Сего августа 20 дня всемогущий во Троице славимый Бог даровал Его Царскому Пресветлому Величеству новорождённую дщерь, ей же имя наречено Наталия, а тезоименитства ея сего ж августа 26 дня на память святых мученик Адриана и Наталии».
— Описание архива Александро-Невской лавры за время царствования Императора Петра Великого
Наталья прожила дольше других умерших в детстве детей Петра (кроме неё, 5-летний возраст перешагнули только ставшие взрослыми Алексей, Анна и Елизавета). Только она и две её сестры оставались в живых при провозглашении Российской империи в 1721 году, и соответственно получили титул цесаревен, причём лишь только одна Наталья была рождена после венчания родителей.
Когда Наталья умерла в 6,5 лет в Санкт-Петербурге от кори через месяц с лишним после смерти отца, 4 (15) марта 1725 года, император ещё не был погребён, и гроб малолетней царевны был поставлен рядом в той же зале. Похоронена рядом с другими детьми Петра и Екатерины в Петропавловском соборе в Петербурге.

## Неподтверждённые
Некоторые источники (включая родословцы) приписывают царю неподтверждённых невыживших детей от официальных браков:
- Павел Петрович (1693)[3] — якобы 3-й сын Петра и Евдокии, скорее всего умерший при родах или вскоре после них.
- Пётр Петрович (сентябрь 1705 — до 1707) и Павел Петрович (1704 — до 1707)[3] — якобы первые сыновья Петра и Екатерины. Существование не подтверждено.
- Пётр Петрович (1719 — октябрь 1723)[3], разоблачён ещё Устряловым. Его «возникновение» объясняется перезахоронением 24 октября 1723 года упомянутого выше реального царевича с таким именем из одной церкви Александро-Невской лавры в другую. Возможно, причиной появления сведений о рождении сына у Петра в 1723 году были слухи о беременности и родах его любовницы Марии Кантемир.

## Внуки

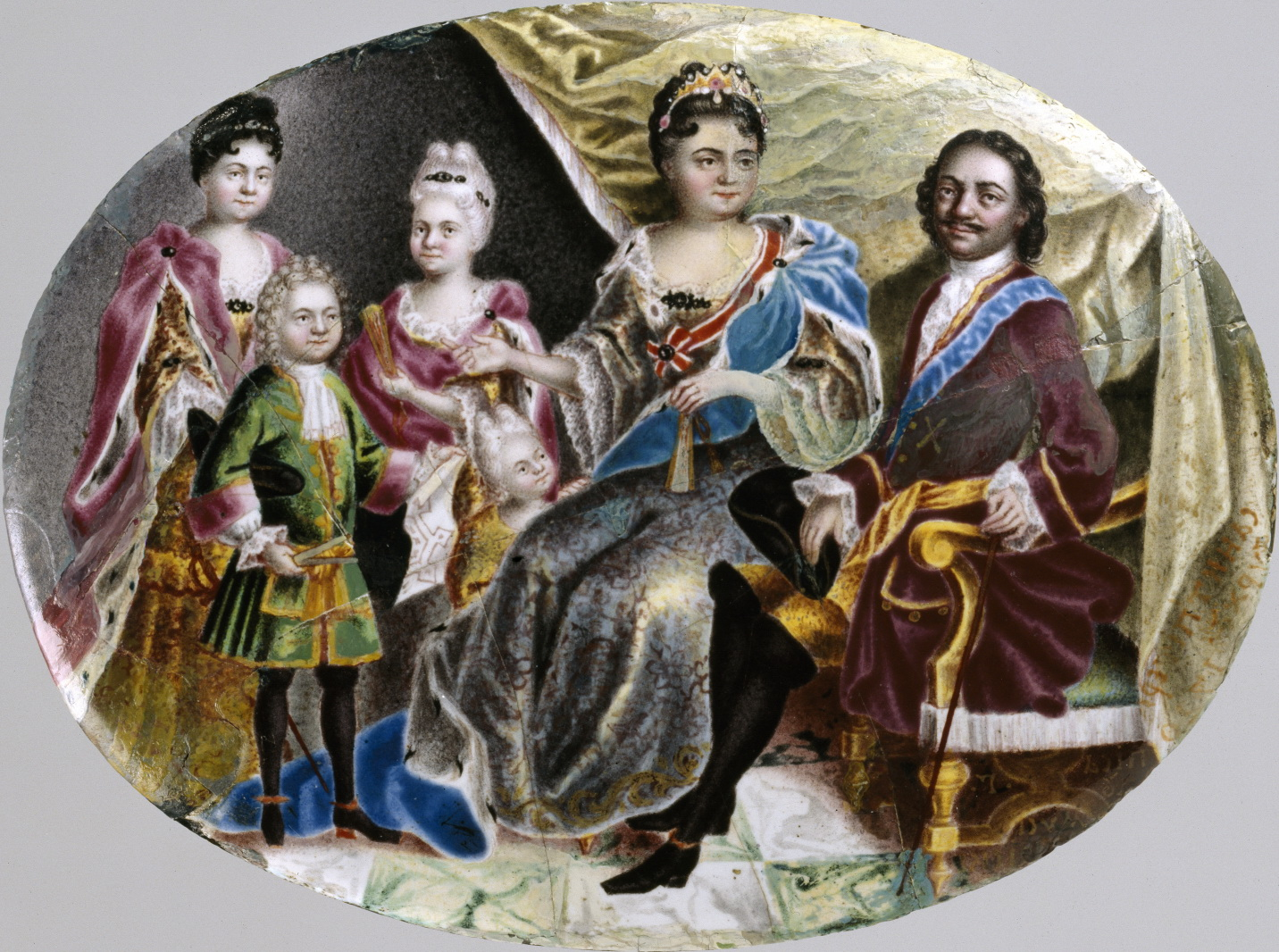
На миниатюре 1720-х годов царь, судя по датам, изображён с дочерьми Анной, Елизаветой и Натальей (в глубине, над коленом), а также с внуком Петром

На некоторых портретах Пётр I изображён с другими детьми — своими внуками от Алексея Петровича. В их число входили:
- Пётр II Алексеевич (12 (23) октября 1715, Санкт-Петербург — 19 (30) января 1730, Москва)
- Наталья Алексеевна (21 июля (1 августа) 1714, Санкт-Петербург — 22 ноября (3 декабря) 1728, Москва)

Третий внук императора, Пётр III, родился уже после смерти деда.

## Внебрачные дети Петра
Несмотря на слухи о наличии у него обширного внебрачного потомства от других женщин, официально признанных бастардов в литературе не фигурирует.

Незаконнорожденное потомство Петра по многочисленности равняется потомству Людовика XIV, хотя, быть может, предание и преувеличивает немного. Например, незаконность происхождения сыновей г-жи Строгановой, не говоря о других, ничем исторически не удостоверена. (…) У Евдокии Ржевской родилось от царя четыре дочери и три сына; по крайней мере, его называли отцом этих детей. Но, принимая во внимание чересчур легкомысленный нрав Евдокии, отцовские права Петра были более чем сомнительны.
— Казимир Валишевский Пётр Великий
К числу известных любовниц Петра относятся:
- Авдотья Чернышёва (урождённая Ржевская) — мать Захара, Петра и Ивана Чернышёвых
- Марья Строганова (урождённая Новосильцева) — жена Г. Д. Строганова
- Анна Монс — в связи с царём была более 10 лет, ни одной беременности
- Мария Гамильтон — два аборта, младенца утопила, отцовство детей неизвестно
- Яганна и Устинья Петровы
- Мария Кантемир — была беременна от Петра, неудачные роды, сын скончался
- Елизавета Сенявская
- Мария Румянцева (урождённая Матвеева) — мать полководца Румянцева-Задунайского. По одной из версий, родила сына от Петра I. Современники находили очень большое сходство Румянцева-Задунайского лицом и фигурой с Петром I.